# Beauregard-Baret
Beauregard-Baret – miejscowość i gmina we Francji, w regionie Owernia-Rodan-Alpy, w departamencie Drôme.
Według danych na rok 1990 gminę zamieszkiwały 504 osoby, a gęstość zaludnienia wynosiła 22 osoby/km² (wśród 2880 gmin regionu Rodan-Alpy Beauregard-Baret plasuje się na 1143. miejscu pod względem liczby ludności, natomiast pod względem powierzchni na miejscu 395.).
Przez gminę przepływa rzeka Isère. 